# Wafer-Spülverfahren
Unter Wafer-Spülverfahren (englisch wafer rinse) werden eine Gruppe von Behandlungsmethoden zusammengefasst, mit deren Hilfe Verunreinigungen von der Scheibenoberfläche beseitigt werden sollen. Die Spülverfahren sind im Allgemeinen Bestandteil von Scheibenreinigungsverfahren wie der RCA-Reinigung. Dort sollen sie die den vorhergehenden Reinigungsschritten gelösten bzw. gebundenen Verunreinigungen und die dort eingesetzten Chemikalien abtransportieren. Dazu wird eine kontinuierliche Versorgung des Spülmediums – häufig deionisiertes Wasser (DI-Wasser) – benötigt.
Der Spülvorgang kann außerdem zum Beenden eines Bearbeitungsschrittes verwendet werden. Beispielsweise wird durch die Verdünnung und Spülung einer Flusssäure-Lösung mit Wasser der Ätzvorgang gestoppt und das Ätzmedium entfernt

## Überlaufspülung

Überlaufspülung mit Stickstoff-Bubbler

Kaskadierte Zwei-Stufen-Überlaufspülung

Das am meisten angewendete Verfahren ist das Überlaufspülen (engl.: overflow rinse), dabei wird in den Behälter, in dem sich die Wafer befinden, DI-Wasser eingeleitet, dieses umspült die zu reinigenden Substrate und reißt so die Partikel mit. Das Wasser läuft dabei über den Rand des Behälters beziehungsweise einen Überlauf. Der Prozess kann durch Einleiten von Stickstoff (Bubbler) unterstützt werden, um die Vermischung des Wassers mit den Chemikalien und Partikeln zu unterstützen.
Ziele der Überlaufspülung sind hohe Durchflussraten und keine toten Punkte, an denen sich Verunreinigungen sammeln könnten.
Nachteil der Überlaufspülung ist der sehr hohe DI-Wasser-Verbrauch, deswegen werden zum Teil kaskadierte Bäder angewendet, wobei der Überlauf immer ins nächste, tiefer gelegene Bad fließt. Die Wafer durchlaufen die Bäder dabei von unten nach oben ins sauberste Bad.

## Sprühspülung
Bei der Sprühspülung (engl.: spray rinse) wird der Wafer mit dem Reinigungsmedium besprüht. Als Reinigungsmedium kommt üblicherweise DI-Wasser zum Einsatz, es können aber auch andere Lösungsmittel wie Isopropanol oder entsprechende Gemische genutzt werden, wobei Isopropanol oft dazu benutzt wird die Trocknung des Wafers zu beschleunigen und verbessern.

## Heiße DI-Spülung
Die Spülung mit DI-Wasser bei einer Temperatur von ca. 70–80 °C (engl.: hot-di rise) ist ein sehr weit verbreitetes Verfahren. Vorteile dieses Verfahren sind die Reduzierung der Trockenzeiten (z. B. nach einer H2SO4-Behandlung), die Desinfizierung von Zu- und Ableitungen, in denen sich Bakterien ansammeln können (DI-Wasser ist nicht keimfrei) sowie die Verminderung von Temperaturschocks, beispielsweise nach RCA-Reinigungsschritten, die bei bis zu 180 °C ablaufen.

## Ablassspülung

Schema des Dump-Rinse-Verfahrens

Bei der Ablassspülung (engl.: dump rinse) wird DI-Wasser auf die Wafer gesprüht und dabei der Tank gefüllt. Ist ein bestimmter Füllstand erreicht, wird der Abfluss geöffnet und somit der Tank rasch entleert, was Verunreinigungen mitreißen soll. Dieser Vorgang wiederholt sich mehrmals.
Zur Unterstützung des Prozesses kann wie bei der Überlaufspülung ein Gas, beispielsweise Stickstoff, eingeleitet werden, um die Partikelbeseitigung zu verstärken.